# Raze ultraviolete

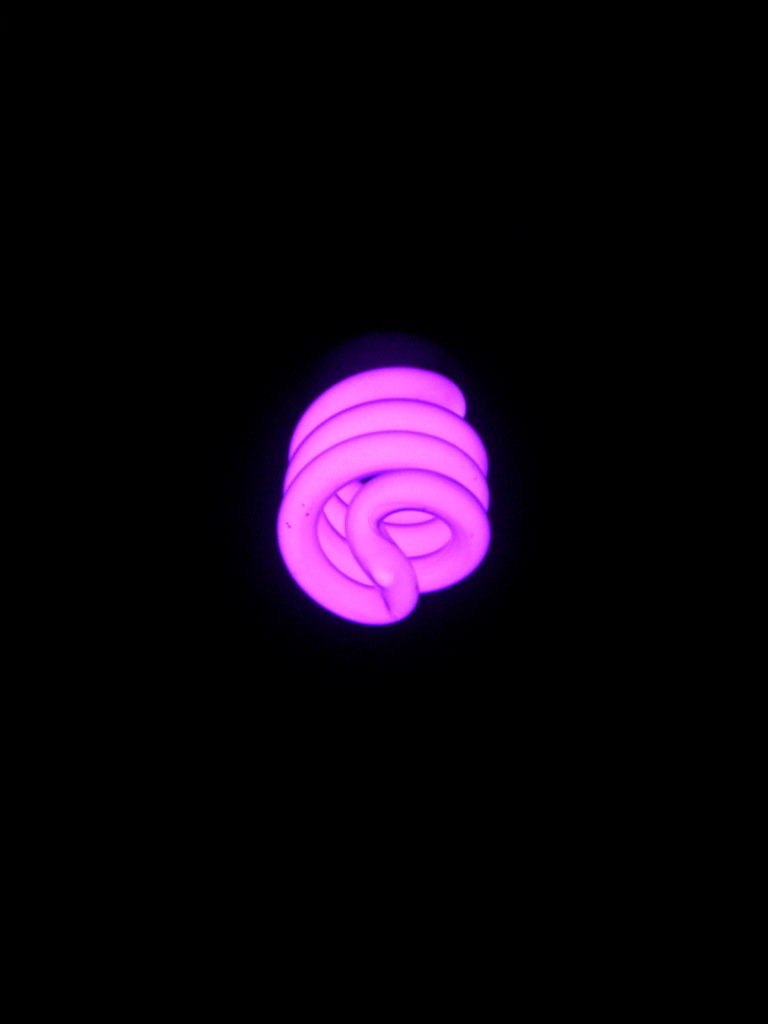
Lampă fluorescentă cu lumină violetă (vizibilă) și ultravioletă (invizibilă)

Razele ultraviolete numite și raze UV, sunt radiații electromagnetice cu o lungime de undă mai mică decât cea a radiațiilor luminii percepute de ochiul omenesc. Razele Röntgen (= radiația X) au o lungime de undă și mai mică. Denumirea de „ultraviolet” provine de la culoarea violet din spectrul luminii albe, care are o lungime de undă învecinată, doar că ceva mai mare.
Lumina naturală de la Soare conține, printre altele, și raze ultraviolete. Expunerea intensă la razele UV, fie naturale, fie artificiale, dăunează corpului omenesc.

## Istoric
Descoperirea razelor ultraviolete a provenit de la experiențele de înnegrire a sărurilor de argint sub acțiunea luminii solare. În anul 1801, fizicianul german Johann Wilhelm Ritter (1776-1810), observă că stratul de clorură de argint se înegrește și în afara domeniului razelor vizibile și aceste radiații invizibile el le-a numit „raze oxidante”. Razele UV și cele infraroșii vor fi numite în tot secolul al XIX-lea drept „raze chimice”.

## Spectru
Spectrul razelor ultraviolete este cuprins între lungimile de undă 10 - 380 nm (1 nanometru = 10-9 m), cu o frecvență de 750 THz (380 nm) până la 30 PHz (10 nm).
| Nume                              | Abreviat | Lungimi de undă in nm | Energie foto |
| --------------------------------- | -------- | --------------------- | ------------ |
| UV din apropiere                  | NUV      | 400−300 nm            | 3,10−4,13 eV |
| UV-A                              |          | 400−315 nm            | 3,10−3,94 eV |
| UV-B                              |          | 315−280 nm            | 3,94−4,43 eV |
| UV-C                              |          | 280−100 nm            | 4,43−12,4 eV |
| UV din univers, radiații prin vid | FUV, VUV | 200−10 nm             | 6,20−124 eV  |
| UV Extrem                         | EUV, XUV | 121−10 nm             | 12,4−124 eV  |